# Johann Georg Hasler (Politiker, 1898)
Johann Georg Hasler (* 28. April 1898 in Gamprin; † 6. Februar 1976 ebenda) war ein liechtensteinischer Landwirt und Politiker (FBP).

## Biografie
Johann Georg Hasler war eines der vier Kinder von Johann Hasler und dessen Frau Magdalena (geborene Öhri). Er war ein Bürger der Gemeinde Gamprin und arbeitete als Landwirt. Von 1936 bis 1949 sass er für die Fortschrittliche Bürgerpartei als Abgeordneter im Landtag des Fürstentums Liechtenstein. Von 1949 bis 1953 gehörte er selbigem als Stellvertretender Abgeordneter an.
Des Weiteren war er von 1945 bis 1954 Vizevorsteher der Gemeinde Gamprin sowie von 1954 bis 1963 Gemeindevorsteher. Von 1949 bis 1954 amtierte Hasler als Regierungsratstellvertreter.
1934 heiratete er Anna Büchel. Aus der Ehe gingen sieben Kinder hervor.